# 福島智之
福島 智之（ふくしま ともゆき、1979年1月25日 - ）は、東海テレビ放送のアナウンサーで気象予報士。

## 人物・経歴
アメリカ合衆国のニュージャージー州で出生した後に、父の仕事との兼ね合いで同国に8年間・フランスに3年間居住。日本国内では、大阪府や奈良県で生活した。
同志社大学卒業後の2001年4月1日付で、アナウンサーとして東海テレビ入社。報道・情報系の番組を主に担当している。
日本以外の国で長く生活していたことから、英語を流暢に話せる。その一方で、40代に入った2020年からは気象予報士試験を4回にわたって受験。2021年の令和3年度第1回試験に合格し、気象予報士の資格を取得。

## 現在の担当番組
- NEWS ONE(気象コーナー）

土曜日版も担当する事がある。

## 過去の担当番組
- ぴーかんテレビ（司会）
  - 2011年8月4日に起きた不適切テロップ誤放送事故「セシウムさん騒動」では、当日の「別冊ぴーかん」内・翌8月5日放送の特番・8月30日放送の検証番組でそれぞれ（不適切テロップ誤放送の件を）先輩の高井一アナと共に謝罪した。
- めざましテレビ（全国中継）
- めざましテレビ公認 わがまま!気まま!旅気分（上記番組中継と並行して出演）
- 名古屋国際女子マラソン（2007年～2008年、名古屋市役所前実況。　2009年、優勝インタビュー）
- CINEMA★KING 映画王（メイン司会）
- 東海テレビスーパーニュース（フィールドキャスター、「きにナ～ル」コーナーリポーター）

## 映画
- チキン・リトル（吹き替え）
- さよならテレビ